# Ян Кхама
Серетсе Кхама Ян Кхама (англ. Seretse Khama Ian Khama, тронне имя — Ян а Серетсе сетсвана Ian a Sêrêtsê, нар. 27 лютого 1953) — віцепрезидент Ботсвани з 1 квітня 1998 до 1 квітня 2008 року, четвертий президент Ботсвани 1 квітня 2008 — 1 квітня 2018, на обох посадах його попередником був Фестус Могає, його наступником на посаді віцепрезидента став Момпаті Мерафхе.

## Біографія
Син першого президента Ботсвани Серетсе Кхами й уродженки Великої Британії Рут Вільямс, які одружилися в 1948 року, коли Кхама вивчав юриспруденцію в Оксфордському університеті. Середню освіту здобував у Південноафриканському коледжі об'єднаного світу Вотерфорд Камхлаба.
З 5 травня 1979 — вождь (Kgôsi) бамангвато, спадкував своєму батьку після деякої перерви. Професійний пілот, до 1998 — командувач армії. Ставши віцепрезидентом, того ж року був обраний до парламенту. З жовтня 1999 до січня 2000 — міністр у справах президента й державної адміністрації. З 22 липня 2003 — голова Демократичної партії Ботсвани.
Після приходу до влади в 2008 році проголосив як пріоритет розвитку Ботсвани диверсифікацію і відхід від опори на видобуток алмазів та іншої сировини. Крім того, він оголосив політику «П'яти Д» (5Ds): «Демократія. Розвиток. Досягнення. Дисципліна. Гідність» як «дорожню карту» свого президентства.
За винятком падіння показників в 2008—2009 роках, пов'язаного з Азійською економічною кризою, при Кхамі економіка демонструвала зростання приблизно в 4 % ВВП на рік. Гірничодобувна промисловість залишалася ключовою галуззю, в яку адміністрація Кхами активно залучала міжнародні інвестиції.
Опоненти президента вказують на тісний залученість його найближчих родичів у виконання державних контрактів. Як приклад наводяться його молодші брати, компанії яких зуміли отримати в 1998—2012 роках 33 з 35 найбільших контрактів в оборонній сфері. Сам президент публічно закликає до боротьби з корупцією.
1 квітня 2018 року Мокгвітсі Масісі був приведений до присяги як 5-й президент Ботсвани, Ян Кхама залишив посаду після 10 років президентства.
У квітні 2022 року Ієна Хама викликав до суду своєї країни. Екс-главу держави звинувачують, серед іншого, у незаконному зберіганні вогнепальної зброї. Справа датується 2016 роком.